# 摩根鎮區 (印地安納州波特縣)
摩根鎮區（英語：Morgan Township）是位於美國印地安納州波特縣的一個行政鎮區。

## 地方資料
根據2010年美國人口普查的數據，摩根鎮區的面積為118.63平方千米，當中陸地面積為118.63平方千米，而水域面積為0.00平方千米。當地共有人口3684人，而人口密度為每平方千米31.05人。